# Montanejos
Montanejos – gmina w Hiszpanii, w prowincji Castellón, we wspólnocie autonomicznej Walencja, o powierzchni 37,8 km². W 2011 roku liczyła 620 mieszkańców.